# Успенье (Галичский район)
Успенье — погост (населённый пункт) в Ореховском сельском поселении Галичского района Костромской области России.

## География
Погост расположен у главного хода Транссибирской магистрали, на берегу реки Вёкса.

## История
Согласно Спискам населённых мест Российской империи в 1872 году погост Успенье (Успенье что во Льгове) относился к 1 стану Галичского уезда Костромской губернии. В нём числилось 6 дворов, проживало 10 мужчин и 13 женщин. Имелась православная церковь.
Согласно переписи населения 1897 года в погосте проживало 19 человек (8 мужчин и 11 женщин).
Согласно Списку населённых мест Костромской губернии в 1907 году погост относился к Ногатинской волости Галичского уезда Костромской губернии. По сведениям волостного правления за 1907 год в нём числилось 5 крестьянских дворов и 17 жителей.
До муниципальной реформы 2010 года населённый пункт также входил в состав Ореховского сельского поселения.

## Население
| 2008 | 2010 | 2012 | 2014 |
| ---- | ---- | ---- | ---- |
| 1    | ↘0   | ↗1   | →1   |